# Ann Veneman
Ann Veneman, född 29 juni 1949 i Modesto i Kalifornien, är en amerikansk jurist och republikansk politiker. Veneman var USA:s första kvinnliga jordbruksminister 2001–2005 och generaldirektör för Unicef 2005-2010. Hon var USA:s biträdande jordbruksminister (Deputy Secretary of Agriculture) 1991-1993 i George H.W. Bushs administration.
Hon avlade sin grundexamen i statskunskap vid University of California, Davis och master's vid University of California, Berkeley. Hon har också avlagt juristexamen vid University of California, Hastings College of the Law och kallats till hedersdoktor fyra gånger (California Polytechnic State University 2001, Lincoln University (Missouri) 2003, Delaware State University 2004 och Middlebury College 2006).
Syssling till filmmakaren George Lucas.